# Бейлаганский район
Бейлаганский район (азерб. Beyləqan rayonu) — район на юге Азербайджана. Центр — город Бейлаган.

## Этимология
Название района происходит от названия районного центра, города Бейлаган. Современный город назван так в 1989 году по названию древнего города, расположенного неподалёку. До 1939 года назывался — посёлок при Мильском совхозе № 5, а с 1939 по 1989 год — Ждановск. Сам же топоним Бейлаган возводится к алтайским словам «пиля» (равнина, степь) и окончания «-ган», характеризующего населенный пункт.

## История
Ждановский район образован 24 января 1939 года. 4 января 1963 года упразднен. Территория передана Имишлинскому району. 6 января 1965 года восстановлен.
Указом Президиума Верховного Совета Азербайджанской ССР от 19 марта 1989 года Ждановскому району присвоено новое название — Бейлаганский район.

## География
Район граничит на севере с Зердабским, на северо-западе с Агджабединским, на востоке с Имишлинским, на юго-западе с Физулинским районами, на юго-востоке по реке Аракс с Ираном.
Рельеф района низменный с наклоном по направлению с северо-востока на восток. Площадь на северо-востоке ниже уровня моря. Высота территорий на юго-западе не превышает 100 метров. Низменность состоит преимущественно из антропогенных отложений. Из полезных ископаемых добывают глину, песок, щебень, термальную воду.
На равнине распространены серо-бурые, на прочих территориях — серо-луговые, вблизи Куры лугово-болотные и болотные почвы. Основной тип растений в районе — полупустынный. На берегах рек располагаются тугайные леса. Из животных на территории района обитают джейраны, кабаны, волки, дикобразы, лисы, рыси, камышовые коты. Из птиц — турачи, голуби, чернобрюхие рябки и другие.
Климат умеренный жаркий, полупустынный, сухой степной. Лето засушливое. Средняя температура в январе колеблется от −5 до 10°С, в июле от 25 до 35°С. Среднегодовой уровень осадков — 300—400 мм. Вдоль северо-восточной границы протекает Кура, вдоль южной — Аракс. Через территорию протекают водные каналы Верхне-Карабахский, Главный Мильский и «Хан Кызы».

## Население
| Численность населения | Численность населения | Численность населения | Численность населения | Численность населения | Численность населения | Численность населения | Численность населения | Численность населения | Численность населения | Численность населения |
| 1939                  | 1959                  | 1970                  | 1979                  | 1989                  | 1991                  | 1999                  | 2009                  | 2013                  | 2014                  | 2017                  |
| --------------------- | --------------------- | --------------------- | --------------------- | --------------------- | --------------------- | --------------------- | --------------------- | --------------------- | --------------------- | --------------------- |
| 15 225                | ↗29 818               | ↗48 467               | ↗56 011               | ↗68 928               | ↗71 000               | ↗78 458               | ↗86 192               | ↗91 100               | ↗92 400               | ↗96 900               |

В 1979 году плотность населения составила 50 человек на км². В 2011 году эта цифра составила 75 человек на км².
На 2009 год 57,8 % населения проживает в сёлах.

## Административное устройство
1. Бейлаганский муниципалитет
2. Шафагский муниципалитет
3. Гахраманлинский муниципалитет
4. Бахарский муниципалитет
5. Орангалинский муниципалитет
6. Гюнашлинский муниципалитет
7. Юхары Кябирлинский муниципалитет
8. Бахарабадский муниципалитет
9. Кябирлинский муниципалитет
10. Тезекендский муниципалитет
11. Болсулинский муниципалитет
12. Эйвазлыларский муниципалитет
13. Таталыларский муниципалитет
14. Икинджи Ашыглинский муниципалитет
15. Биринджи Ашыглинский муниципалитет
16. Алиназарлинский муниципалитет
17. Орта Алиназарлинский муниципалитет
18. Юхары Аланский муниципалитет
19. Маякский муниципалитет
20. Аллахйарлинский муниципалитет
21. Милабадский муниципалитет
22. Мильский муниципалитет
23. Йени Мильский муниципалитет
24. Дюнйамалыларский муниципалитет
25. Шергский муниципалитет
26. Сары-суинский муниципалитет
27. Тюрклерский муниципалитет
28. Бюнйадлинский муниципалитет
29. Гедеклерский муниципалитет
30. Имамвердилерский муниципалитет
31. Гаралыларский муниципалитет
32. Ахмедлинский муниципалитет
33. Ашигалыларский муниципалитет
34. Юхары Чеменлинский муниципалитет
35. Гарадаглинский муниципалитет
36. Ашагы Чеменлинский муниципалитет
37. Биринджи Шахсевенский муниципалитет
38. Икинджи Шахсевенский муниципалитет
39. Амирзеидлинский муниципалитет
40. Хачинабадский муниципалитет

## Экономика
В период ССР в районе было развито преимущественно сельское хозяйство. Развивалось хлопководство, виноградарство, животноводство, хлеборобство. В 1979 году в районе работали 15 колхозов, 8 совхозов. На 1979 год пригодных земель насчитывалось 89,1 тысяч гектар. Из них 33,5 тысячи гектар пахотных земель, 3,4 тысячи гектар земель, выделенных под многолетние растения, 1 тысяча гектар рекреационных земель, 51,2 тысяча гектар пастбищ.
Из 33,5 тысячи гектар 28 % выделено под зерновые и зернобобовые культуры, 45 % под технические культуры, 1 % под овощи и картофель, 25 % под кормовые культуры. На 3 тысячах гектар выращивался виноград. В колхозах района содержались 11,4 тысяч голов крупного рогатого скота, 146 тысяч голов мелкого. В 1979 году хозяйствами района было получено 255 тысяч тонн хлопка, 35,8 тысяч тонн винограда.
В районе находился ряд заводов по переработке винограда, районный отдел треста «Азсельхозтехника». Имелось лесное хозяйство.
Район относится к Миль-Муганскому экономическому району. Является преимущественно сельскохозяйственным районом. На 2017 год в хозяйствах содержится 36 581 голова крупного, 36 376 голов мелкого рогатого скота, 186 399 единиц птиц. 50 тысяч гектар — пахотные земли. 21 тысяча гектар выделена под пастбища. В 2017 году в районе произведено 62 298 тонн зерна, 378 тонн бобовых, 15 726 тонн хлопка, 16 446 тонн сахарной свеклы, 3 698 тонн картофеля, 23 461 тонна овощей, 6 226 тонн бахчевых культур, 6 897 тонн фруктов и ягод, 1 340 тонн винограда.
В районе действуют ОАО «Beyləqan-Pambıq» (сбор и реализация хлопка) и «Beyləqan-Taxıl» (сбор и реализация зерна). В районе находятся хлопкоперерабатывающий завод АООТ «CTS AQRO», асфальтный завод, мукомольный завод ОАО «Beyləqan-Taxıl», хлебобулочный завод АООТ «'Ənvər Bərəkət», молокозавод, галечно-щебневые цеха, кирпичный завод ООО «Aran-Qala», завод безалкогольных напитков «Büllür», маслосыродельный завод, объединение сельхозтехники.

## Инфраструктура
Через район проходит железная дорога, автодороги Гянджа-Ленкорань, Баку-Физули.
На 2017 год в районе действуют 46 АТС и 26 почтовых отделений.

## Культура
С 1938 года издается общественно-политическая газета «Бейляган» (до 1957 года — «Сталин памбыгчысы» («Хлопковод Сталина»), в 1957—1962 годах — «Мил памбыгчысы», в 1962—1991 годах — «Юкселиш» («Восхождение»)).
В 1965 году начато вещание местной радиостанции.

## Образование
На 2011 год в районе находилось 30 дошкольных учреждений, 54 среднеобразовательных школы, музыкальная школа, 18 клубов, 18 домов культуры, дом-музей Героя Советского Союза Герая Асадова, 47 библиотек.

## Здравоохранение
Действует 11 больниц на 565 коек, 9 врачебных амбулаторий, центр эпидемиологии и гигиены, 20 фельдшерско-акушерских пунктов. На 2011 год в медучреждениях района работало 109 врачей, 11 стоматологов, 358 средних медицинских работников, включая 47 акушеров.

## Главы
- Муршуд Азимов (? — 30 мая 1992)[11]
- Расет Агаев (30 мая 1992 — 5 сентября 1993)[11][12]
- Гани Ахмедов (5 сентября 1993 — 14 августа 1995)[12][13]
- Хасай Ахмедов (14 августа 1995 — 29 марта 2005)[14][15]
- Иршад Алиев (29 марта 2005 — 10 апреля 2012)[16][17]
- Вагиф Абдуллаев (10 апреля 2012 — 5 октября 2018)[18][19]
- Асиф Агаев[азерб.] (30 октября 2018 — 6 июня 2024)[20][21]
- Азиз Азизов (с 8 июля 2024)[22]

## Достопримечательности
В районе расположены развалины населенного пункта Кара-тепе (VII—IV века до нашей эры) в селе Оренкала, развалины населенного пункта Бейлакан (V век) близ села Кябирли, развалины населенного пункта (средние века) и кувшинные погребения (античность) в селе Тазакенд, кладбище Сары-тепе (VII—VI век до нашей эры) близ села Ашуглы, первые, развалины населенных пунктов Чардахлы (бронзовый век) и Кюль-тепе (XI—XIII века) близ села Ашагы-Чеменли.